# فيديريكو الثاني دي مانتوفا
فيديريكو الثاني (بالإيطالية: Federico II of Gonzaga) (17 مايو 1500 - 28 أغسطس 1540) كان حاكمًا من أسرة غونزاغا لمدينة مانتوفا الإيطالية من عام 1519 وحتى وفاته.

## السيرة الذاتية
فيديريكو هو نجل فرانشيسكو الثاني غونزاغا، وبسبب السياسات المضطربة في ذلك الوقت، ومنذ سن العاشرة، كان فيديريكو رهينًا في روما تحت حكم البابا يوليوس الثاني لمدة ثلاث سنوات. وفي عام 1515 حتى عام 1517، أصبح فيديريكو رهينًا لدى ملك فرنسا فرانسوا الأول، لضمان مساعدة عائلة غونزاغا في إيطاليا. ربما لم تكن بداية مثالية في الحياة، لكن يعتقد المؤرخين أن التعليم السياسي والاجتماعي والثقافي الذي تلقاه بصحبة الباباوات والكاردينالات والملوك ساعد في تشكيله كحاكم في المستقبل.
وفي 3 أبريل 1519، خلف فيديريكو والده كماركيز لمدينة مانتوفا، في البداية تحت وصاية والدته وأعمامه. حصل على المنصب الإمبراطوري من الإمبراطور شارلكان في 7 أبريل 1521. عينه البابا ليو العاشر نقيبًا عامًا للكنيسة (القائد العام للجيش البابوي) في يوليو 1521، وحارب ضد الفرنسيين في بارما عام 1521 وفي بياتشينزا في عام 1522. وقع فيديريكو عقد زواج مع وريثة مركيز مونتيفيرات، ماريا باليولوج، بهدف الحصول على تلك الأرض. رغم أنه في عام 1528، فسخ البابا كليمنت السابع عقد الزواج مقابل تبادل سجينين. ثم وقع فيديريكو عقد زواج آخر مع ابنة عم شارلكان جوليا من أراغون. فحصل في عام 1530 على لقب دوق، حيث أصبحت سلالتهم دوقات مانتوفا. ومع ذلك، عندما توفي بونيفاس بسقوطه من حصان في 25 مارس من ذلك العام ، دفع فيديريكو 50000 من الذهب البندقي (لشارلكان) في مقابل إلغاء العقد، ودفع البابا لاستعادة اتفاق زواجه السابق. وعندما توفيت ماريا أيضًا ، تمكن من الزواج من أختها مارجريت في 3 أكتوبر 1531. وعند وفاة آخر وريث شرعي لعائلة باليولوج، جيوفاني جورجيو (1533) ، انتقل لقب مركيز مونتفيرات إلى غونزاغا ، الذي احتفظ بها حتى القرن الثامن عشر.
كان فيديريكو مثل والديه راعي للفنون. قام بتكليف بناء قصر ديل تي، الذي صممه وزينه جوليو رومانو ، كقصر صيفي له خارج مانتوفا. قضى رومانو 16 عامًا كفنان بلاط تحت رعاية فيديريكو. كما قام أيضًا بشراء وتكليف العديد من اللوحات من الرسام تيتيان ، ورسم صورته كل من تيتيان ورافائيل.

## وفاته
عانى فيديريكو طويلًا من مرض الزهري، مثل والده. وتوفي في 28 يونيو 1540 بسن الأربعين في فيلته في مارميرولو. حمل ابنه فرانشيسكو لفترة وجيزة لقب دوق مانتوفا الثاني قبل وفاته في سن المراهقة. وبعدها أصبح الابن الثاني، غولييلمو غونزاغا، دوق مانتوفا الثالث واستمر على الحكم.